# KPZ Tuzla
Kazneno-popravni zavod poluotvorenog tipa, zatvorska ustanova u Tuzli.
Kazneno-popravni zavod je poluotvorene vrste. Smješten je u zgradi Štoku, podignutoj koncem 19. stoljeća. Do izgradnje zatvor je bio u zgradi Kršli. Zatvor je okružni zatvor. Od 1998. godine tuzlanski okružni zatvor u Tuzli i oraški okružni zatvor u Orašju bili su pod krovom iste ustanove kao Kazneno-popravni zavod poluotvorenog tipa u Tuzli sa Odjeljenjem u Posavskom kantonu. Odjel u Orašju se osamostalio 2011. godine te otad djeluje kao Kazneno-popravni zavod poluotvorenog tipa u Orašju. Od svibnja 2009. godine u sklopu ustanove je novi objekt na odvojenoj lokaciji. To je odjel na Kozlovcu. Godine 2009. osnovan je posebni odjel za izvršenje odgojne mjere upućivanja u odgojno popravni dom na privremenoj osnovi. Rekonstrukcijama u središnjoj zgradi stvoreni su minimalni uvjeti za boravak maloljetnih osoba.
U objektu u središtu grada (44°32′09″N 18°40′58″E / 44.53588°N 18.68266°E) je pokraj policijske postaje. U središnjoj zgradi je uprava, pritvorska jedinica, te odjel za osuđenice. To je jedini zatvor koji ima odjel za žene u Federaciji BiH, te im dopušta telefonske pozive, posjete, izlaske, druženja s obiteljima te djeteta u zatvoru do treće godine života. Kozlovački odjel čine dvije međusobno povezane zgrade i jedna izdvojena zgrada.
Zatvor ima gospodarstvenu jedinicu. Osnovana je radi profesionalnog osposobljavanje i profesionalnog usmjerenja osuđenih osoba, radi što kvalitetnijeg uključivanja u zajednicu. Skupština Općine Tuzla dodijelila 1984. je Zavodu 82,77 ha poljoprivrednog zemljišta u društvenom vlasništvu. Ekonomiju čine voćnjak (podignut 1962-1964.god), pašnjak, livadu, obradivo zemljište, šumu te zgrade i pristupne puteve. Proizvodnju na Ekonomiji čine povrtlarstvo (crveni luk, kupus rani i kasni, mrkva, peršin, bijeli luk, krumpir, a u plasteniku rajčica, salata, paprika, špinat i krastavac), ratarstvo (kukuruz za zrno), krmivo (kosidba i skupljanje sijena, kukuruza za silažu), stočarstvo (tov junadi), peradarstvo ( tov pilića, tov tuka i koke nosilje ), program preventivnih mjera za zdravstvenu zaštitu stoke i kupovina lijekova za stoku, voćarstvo (šljiva, jabuka, kruška, ostalo krošnjasto voće, jagode). U sklopu gospodarske jedinice dva restorana, restoran Šadrvan u središtu grada uz zgradu KPZ-a te restoran Kozlovac u sklopu Privredne jedinice " Kozlovac " udaljene 2,5 kilometara od središta grada.

## Vanjske poveznice
- Službene stranice